# 新加坡鞭刑
鞭刑（caning）是一种在新加坡广泛施行的合法体罚，可再细分为以下六种情形：司法、监狱、军事、感化院、学校、以及家庭。新加坡的鞭刑制度与邻国马来西亚和汶莱相似，都是从大英帝国统治时期保留下来的。
六种情形中，司法鞭刑的程度最为严重。司法鞭刑只适用于50岁以下、身体健康的男性罪犯，适用范围广泛，通常是严重罪行，例如强奸、贩毒和抢劫，一次庭审最多只能判处24下鞭刑。司法鞭刑总是与监禁一起执行，由受过专门训练的监狱署人员在监狱内执行，用一根1.2米长、1.27厘米粗的藤鞭抽打犯人的屁股，同时有医生在场监督整个过程。在监狱中服刑的男性囚犯如果在服刑期间犯下严重罪行，即使之前没有被法院判处鞭刑，也有可能会受到鞭刑的处罚。被关押在少年感化院的男性未成年犯如果犯下严重过错，也有可能受到鞭打。
在新加坡武装部队（SAF），如果男性军人严重违反军规，例如不服从合法命令或在军中制造骚乱，有可能被军事法院判处鞭刑，一次最多只能判处24鞭。军中体罚在关押军事罪犯的SAF拘留所（SAF Detention Barracks）进行，程度比司法/监狱鞭刑轻一些，使用的藤鞭也比较轻细。
在新加坡的一些中小学，当男生有严重不良行为或反复违规时，体罚有时被用作一种惩罚手段，但通常只在其他教育方法无效时才会使用。根据教育部的规定，学校只能使用轻细的藤条进行体罚，每次最多只能打三下，并且只能打屁股（隔着衣物）或手掌心。只有校长或经过校长明确授权的学校员工才有权执行体罚，并且学校在对学生进行体罚之前必须事先通知家长或监护人。此種體罰同樣只適用於男性，女生可能会面对其他形式的纪律处分，比如留校、社区服务或停学。
此外，在家庭环境中，许多家长可能会使用轻细的藤条或其他工具来惩戒他们的子女。家庭体罚虽然在新加坡是合法的，但家长如果过度使用体罚、对孩子造成不必要的痛苦和伤害，可能会受到虐待儿童的指控，社会及家庭发展部也会进行调查和干预以保护儿童。

## 司法鞭刑

### 历史
新加坡的鞭刑制度起源于大英帝国和英属印度的刑法。19世纪初，大英帝国在新加坡和马来亚地区设立了海峡殖民地，并将鞭刑正式纳入《海峡殖民地刑法第四条例》中。 新加坡在大英帝国统治的时期（19世纪初至1962年），适用鞭刑的罪行与在英格兰和威尔士适用桦条鞭笞（birching）的罪行相似，包括抢劫、严重偷盗、破门行窃、性侵犯、强奸，和以操控性工作者为生的人。
在马来亚联合邦（现为马来西亚）和新加坡相继于1957年和1965年宣布独立后，新加坡保留了鞭刑的法律条款，并对其实施范围进行了扩大，提高了适用鞭刑罪行的最低鞭刑次数，并增加了可以适用鞭刑的罪行种类。

### 法律基准

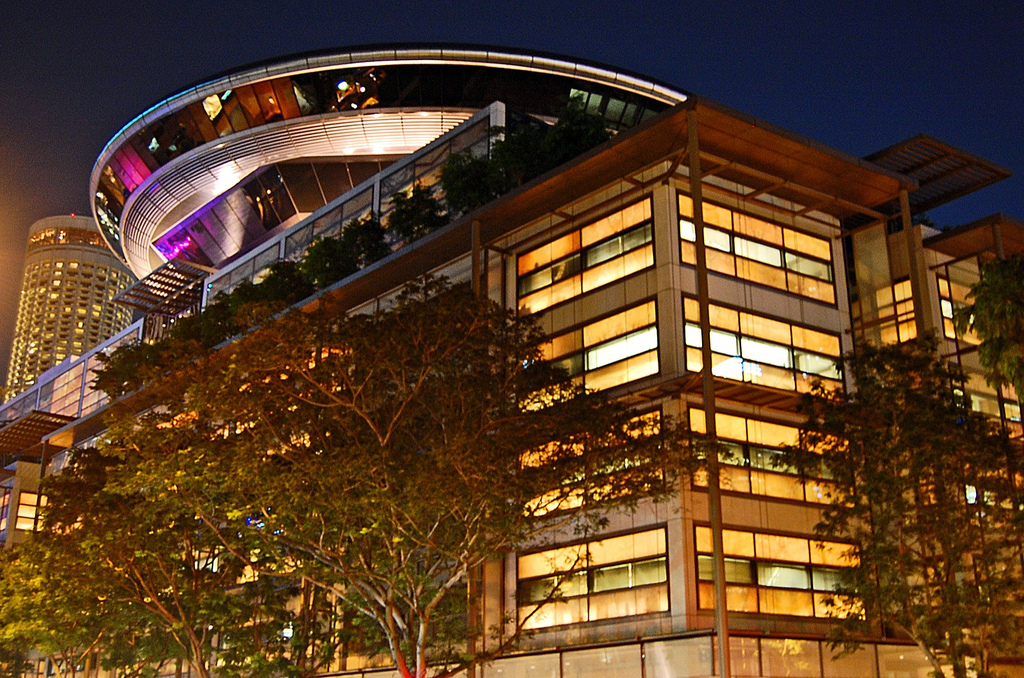
只有新加坡最高法院有权力对未满16岁的青少年判处鞭刑

《刑事诉讼法》第325至332项说明有关鞭刑的条例：
- 只有经过医生确认身体状况适宜、年龄介于18至50岁之间的成年男性罪犯才可以被判处鞭刑。
- 无论罪行的数量如何，每次庭审中，犯人最多只能被判处24下鞭刑。如果庭审分为多个阶段进行，鞭刑的总次数可能会超过24下。[5]
- 未满18岁的罪犯一次最多只能被判处10下鞭刑，并且使用的藤鞭会比一般的更轻。只有最高法院有权力对未满16岁的青少年判处鞭刑，初等法院无权力对他们进行此类判决。
- 藤鞭的粗度不超过1.27（0.50英寸）。
- 死刑犯不会被判处鞭刑。
- 鞭刑不分期执行。根据2015年一份上诉法院的判决书解释，不分期执行鞭刑的原因是：假设犯人在受鞭刑过程中因为昏迷或其它原因必须停止受刑，如果允许分期执行鞭刑，犯人在康复后须要继续接受剩余的鞭打。上诉法院认为，鞭刑必须一次完整地执行才能达到其效果，而分期执行反而会给犯人增加不必要的痛苦，因此决定不进行分期执行鞭刑。[6]

以下者不会被判处鞭刑：
- 女性
- 年龄超过50岁的男性
- 死刑犯
- 变性人：通过性别重置手术将生理性别从男性改为女性的跨性别女性不受鞭刑。[8][9][10]

在2017年之前，法官通常会将免受鞭刑的犯人的刑期延长至最多12个月。 然而，从2017年5月9日起，最高法院做出裁定，除非有恰当的理由，否则法官不得自行延长免受鞭刑的犯人的刑期。 根据指导性准则，如果被判处超过19下鞭刑的犯人无法接受鞭刑，法院可将他们的刑期延长9至12个月。

### 适用鞭刑的罪行
新加坡有40多种不同的罪行适用鞭刑，包括误杀、劫持人质、绑架、造成严重身体伤害、非法吸食毒品、骚乱（聚众斗殴）、非法拥有武器、非法拥有腐蚀性或爆裂性物品、在公共场所携带攻击性武器、性侵犯（非礼）、未经同意将他人裸体照片或影片上传到网上、偷窥等等。鞭刑对以下罪行是强制性的：抢劫、破门行窃、强奸、走私或贩卖毒品、非法贷款（协助债主骚扰债务人也有可能会被判鞭刑）、破坏公物（包括涂鸦、喷漆、标记或刻印于任何公共或私人财物）、敲诈勒索，以及签证过期非法滞留超过90天。
大部分适用鞭刑的罪行都源自英属印度的刑法，并被纳入新加坡的刑事法典。然而，有些罪行是在修法后才添加的。1966年，新加坡国会通过了《破坏法》，将破坏公物罪列为适用强制性鞭刑的罪行之一。据说，新加坡执政党人民行动党（PAP）决定推动《破坏法》的立法，旨在镇压持有不同政见者。在1960年代，反对党支持者曾通过在公共场所进行涂鸦等方式表达对PAP的反对。在《破坏法》通过之前，破坏公物者最多只会被罚款50新币或被判最长一周的监禁，但通过该法案后，破坏公物者可被判处监禁并至少三下鞭刑。
自1990年代以来，在许多性侵和严重伤害案件中，鞭刑虽然是可选的刑罚，但最高法院更倾向于判处鞭刑。1993年，一名18岁青年犯下非礼罪，当时的首席法官杨邦孝不仅驳回了他对六个月监禁判决的上诉，还增加了三下鞭刑。尽管在类似案件中法院此前从未判处过鞭刑，杨邦孝首席法官却认为，由于日益增多的非礼案件，判处鞭刑是合理的。这一裁决引起了广泛的关注和舆论。根据新加坡法律的判决先例原则，对于那些在非礼女性的案件中触摸受害者私处的犯人，法院将判处至少九个月监禁和三下鞭刑。
在某些特殊情况下，如果公司犯罪，男性雇员也可能会受到牵连并被判处鞭刑。根据《危险烟火法》，非法进口、运输或销售危险烟火的公司的经理或老板将被判处强制性鞭刑。此外，批准或参与非法引进外籍劳工的公司经理也可能面临鞭刑的判决。 1998年7月，新加坡警方透露在1997和1998年间，有六人因雇佣非法移民而被判处监禁和鞭刑。
根据《陆路交通法》，如果一个人在第三次或更多次被定罪为鲁莽驾驶、醉酒驾驶或驾驶证被吊销的情况下继续驾驶，并导致他人死亡或遭受严重伤害，该犯人可被判处最多六下鞭刑。
许多人误以为在新加坡售卖或食用口香糖会受到鞭刑的惩罚，但这种观念是错误的。尽管口香糖在新加坡被禁止进口，但售卖或食用口香糖并未被定为适用鞭刑的罪行。非法进口口香糖最多只会面临罚款的处罚。 同样的，在新加坡境内乱扔废弃物、在公共场所吸烟、不冲公共厕者会被起诉罚款，但不会被判鞭刑。

### 统计资料
在1993年，一共有3,244鞭刑判决数量。 到了2007年，判决数量增加近2倍，一共有6,404个判决，共有95%执行完毕。 自2007年起，每年的鞭刑判决数量年复一年降低，2016年只有1,257个判决。
| 年度 | 鞭刑判决数量 | 实际执行（除去被免刑的人数） | 附加注释 |
| ---- | ------------ | ---------------------------- | -------- |
| 1993 | 3,244        |                              | [ 23 ]   |
| 2006 | 5,984        | 95%                          | [ 25 ]   |
| 2007 | 6,404        | 95%                          | [ 24 ]   |
| 2008 | 4,078        | 98.7%                        | 1~9月    |
| 2009 | 4,228        | 99.8%                        | 1~11月   |
| 2010 | 3,170        | 98.7%                        | [ 28 ]   |
| 2011 | 2,318        | 98.9%                        | [ 29 ]   |
| 2012 | 2,500        | 88.1%                        | [ 30 ]   |
| 2014 | 1,430        | 86%                          | 1~9月    |
| 2015 | 1,382        | 81.7%                        | 1~10月   |
| 2016 | 1,257        | 78.5%                        | 1~10月   |

研究指出，鞭刑次数6下者占16%，12下者占12%，24下者占10%，其余则包括从1~20下的其它奇数和偶数。

### 行刑官
负责执行鞭刑的人员来自新加坡监狱署紧急应变部队（SPEAR），一般上都是体格健硕、身材魁梧高大的男性，有些甚至是武术或搏击高手。 他们经过严格的选拔并接受特殊的训练，以确保他们具备执行鞭刑的技能和素质。他们用沙袋、人体模型或香蕉树练习鞭打的技巧，非常讲究力量、精确度、协调性和鞭打的动作，目的是在最大程度上给予犯人痛苦，同时尽量减少伤害。他们使用的力量并不仅仅来自手臂，而是通过伸长手臂、紧握藤鞭，并以双脚为中心转轴，用全身的力量挥动藤鞭，达到最低时速160每小時（99英里每小時）和至少90（200磅）的打击力度。

### 刑鞭

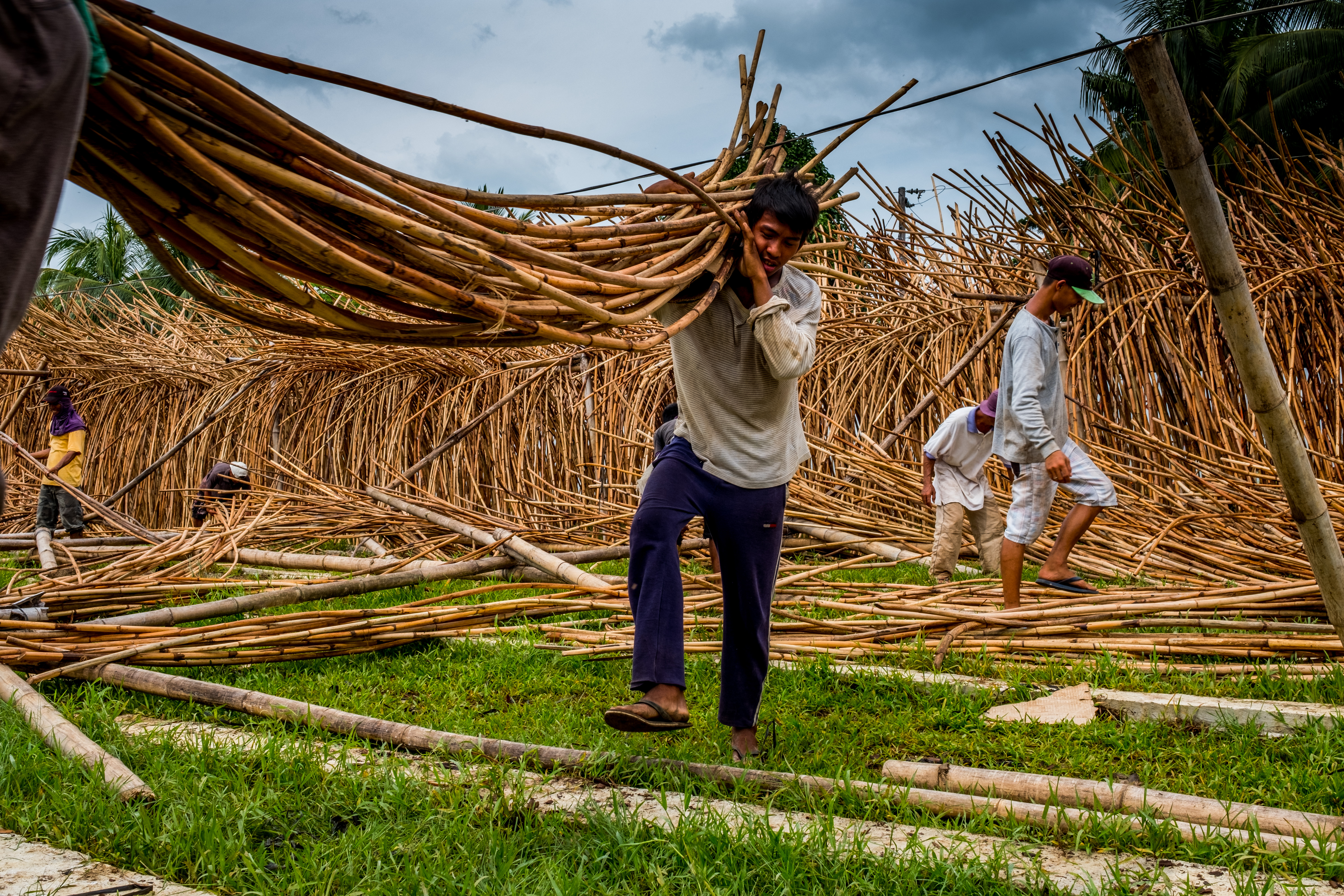
新加坡鞭刑用的鞭由藤制成

新加坡鞭刑用的鞭由藤制成，俗称“藤条”（cane / rotan），从邻国马来西亚和印度尼西亚进口。一些外国媒体经常错误报道是皮鞭或竹鞭。对于藤鞭的尺寸和大小，法律有详细规定：用于成年男性的藤鞭长度大约是1.2（3.9英尺），直径不超过1.27（0.50英寸），大约和一般成年男子的小指头一样粗。
在执行鞭刑之前，藤鞭的前三分之一部分会在水中浸泡一夜，以确保它充分吸水，变得更柔韧有弹性，不容易断裂，在打击时不会在伤口留下扎刺。 监狱署曾明确表示，有关藤鞭浸泡在盐水或特制药水中的传言是不属实的，但他们确认会对藤鞭进行消毒抗菌剂处理，以避免犯人感染。

### 行刑过程

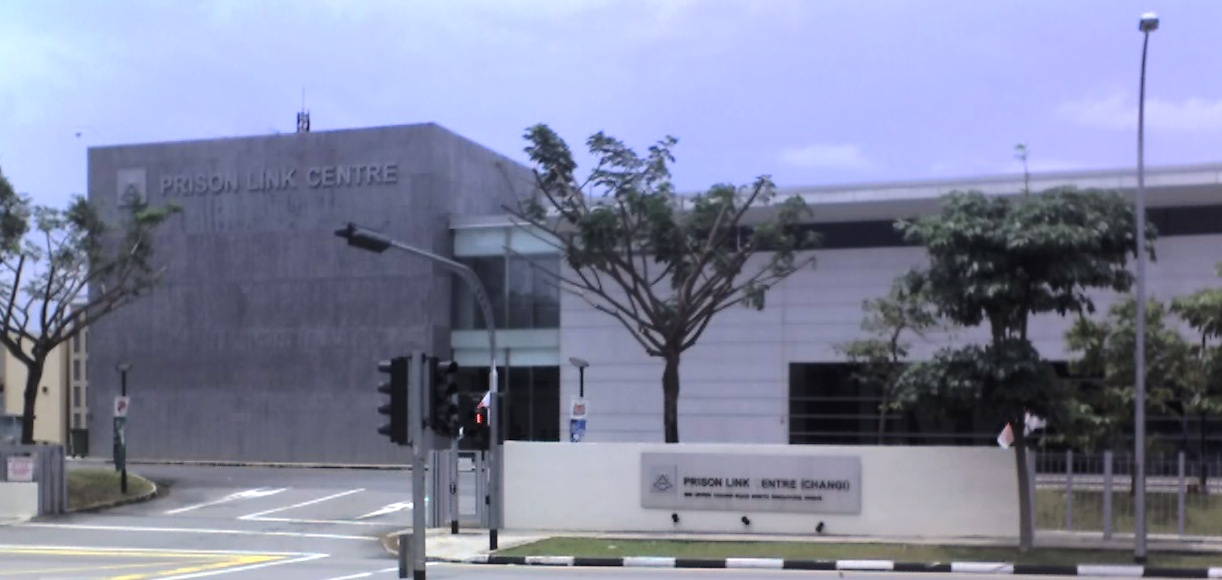
樟宜監獄是新加坡监狱署执行鞭刑的其中一个地点

鞭刑从不单独判处，总是与监禁一起判处。如果犯人向更高级别的法院提起刑事上诉，他在等待上诉判决期间不会被处以鞭刑。即使犯人不提起上诉，监狱署也会等待犯人可以提起上诉的有效期限（14天）过了才执行鞭刑。
犯人不会预先知道什么时候会受鞭刑，通常只在执行当天才会得知。 一般来说，鞭刑是在监禁期的前三分之一内执行的。 这种不确定性通常会给犯人带来很大的心理压力和困扰，天天提心吊胆。
鞭刑在监狱内的特定鞭刑室进行，外人不得在场。鞭刑室宽敞而高大，天花板高，地板明亮，一侧设有桌椅供医生、监狱总监等高级监狱官员监督整个过程，另一侧则摆放着鞭刑所使用的刑架。刑架的高度大约2.74（9.0英尺），由木料制成，整个架子漆成蓝色，非常坚固，类似于两个顶部相连而底部分开的大约1（3.3英尺）高的‘H’形木架，从侧面看像个‘Λ’。当犯人等待接受鞭刑时，他们会在鞭刑室外蹲成一排，排队的顺序取决于他们各自的鞭刑数量，从最多的开始。 一些前囚犯表示，当他们排队时，他们可以听到排在前面的犯人受鞭刑时的惨叫声，因此增加了恐惧感。
在行刑前，监狱总监会要求犯人确认自己的身份以及被判的鞭刑数量。医生也会测量犯人的血压并检查他的身体状况。如果犯人患有高血压、心脏病等疾病而身体状况不适，他免受鞭刑，改日再上法庭，法官可能会把鞭刑改判为监禁，延长他的服刑期限。
根据监狱惯例，犯人在受刑时是光着全身的，只在腰部间绑着一个软垫来保护肾脏和脊椎。犯人的脚踝被皮革脚镣固定在刑架底座上，身体弯曲俯在刑架前面的横梁上，双手则被皮革手铐固定在刑架后面的横梁上，双手可以抓住后面的横梁。刑架前面的横梁上垫有一层垫子，顶着犯人的腹部，可以根据犯人的身高进行调节，使得犯人的身体几乎成90度的弯曲，屁股翘起。 鞭刑的抽打部位仅限于屁股，尽量避免对筋骨和身体器官造成严重伤害。 犯人在受鞭刑时是不被封口的。
行刑官站在刑架旁边，用藤鞭的长度来衡量并调整自己的位置。在1974年的一次记者会上，当时的监狱署总监郭士力（Quek Shi Lei）详细解释了整个过程：“行刑官的位置非常关键。如果他站得太近犯人，藤鞭的尽头会超过犯人的屁股，造成鞭打力道的弯曲，减弱了鞭打的效果。如果他离犯人太远，藤鞭只会击中犯人屁股的一部分。”
在开始行刑的指令下达后，行刑官开始进行报数，每一鞭都要在报数后执行，鞭打之间大约间隔10至15秒。行刑官必须不考虑犯人的年龄或罪行的轻重，每一鞭都要用尽全力，努力确保每一鞭都打在犯人屁股的不同部位，并巧妙地避开已经严重受伤的部位。每一鞭的高度会略微有所变化，以使得鞭痕整齐地排列在犯人屁股上，宛如机器般准确无误。
鞭刑必须一次性全部执行，不得分期进行。 如果鞭刑的数量较多，几名行刑官会轮流进行鞭打，以确保鞭打的力度在始终如一。
如果犯人在鞭刑过程中昏迷不醒，或者医生确认犯人身体状况不适，鞭刑将立刻停止。 犯人在康复后将再次出庭，法官根据剩余的鞭刑数量决定是否延长他的监禁期，最多可延长12个月。

### 生理反应、心理影响和伤口愈合
目击者和媒体报告都肯定了鞭刑对肉体所造成的严重伤害。 一份新加坡律师公会的报告曾写道：“行刑官使尽力气挥鞭而下，当藤鞭打中犯人的屁股时，皮肤会裂开，先是出现一条白色裂纹，接着渗出鲜血。” 执行鞭刑时，行刑官不仅会用尽全力抽打，还会迅速将藤鞭的尽头划过伤口，擦破皮肤，导致鲜血渗出。一般上，打了三鞭后，犯人的屁股通常会因伤口重叠而开始出血。尽管鞭刑只集中在屁股上，但由于许多小血管破裂，犯人的大腿和下半身的多个部位会出现瘀血现象。 大多数犯人在受到最初的三鞭时会奋力挣扎，然后逐渐变得虚弱无力。许多犯人不仅害怕鞭打的痛苦，还非常担心自己能否保持冷静，不流泪或哭泣，至少保留一些尊严。有些甚至会大小便失禁或直接昏過去。当犯人接近虚脱之际，医务人员会立即提供协助以使其恢复意识。虽然有些犯人会假装昏迷，但在场的医务人员很快就能辨别出真相。 受过鞭刑的犯人用各种词语来形容他们受到鞭打的感觉：‘疼痛难忍’、‘火燎屁股’、‘仿佛被红蚂蚁咬伤’、‘如同触电’、‘一生中最痛苦的经验’等等。一个挨过10鞭的犯人在受访时说：“那种疼痛无法形容，如果有比‘惨’程度更深的形容词，就该用那个词。”
有观点早期的报道和描述可能有意夸大了鞭刑的严重性，甚至形容现场"血肉横飞"，其目的可能是为了威慑犯罪行为。 新加坡监狱署曾对这种说法进行了澄清，但也承认鞭刑会导致流血和留下伤痕。 1994年在新加坡受鞭刑的美国青年麦克·费尔曾说：“我们不要夸张，实话实说。流的不止几滴血，但谈不上血如泉湧，应该是在这二者之间，跟流鼻血差不多。”
鞭刑结束后，犯人的屁股通常会出现皮肤破裂、鲜血流淌的情况。医务人员会将犯人送到医疗室进行治疗，先将血迹擦掉，然后在伤口涂抹抗菌剂和紫药水，必要时会包扎伤口，给犯人服下止痛药和抗生素。
伤口通常需要一个星期到一个月的时间才能完全康复。在鞭刑后的第一个星期，犯人的屁股会肿胀，伤口可能仍然会出血。由于剧痛，犯人很难入睡，不敢洗澡和大小便，甚至不敢穿裤子，因为皮肉容易黏附在布料上。如果伤口干燥后不小心受到拉扯，伤口会重新裂开流血。 往后的数日之内，犯人通常无法以正常的姿势坐下，也难以采取正常的仰卧姿势入睡。蹲下大便时如果不小心，伤口也会再次裂开。因此，他们必须小心避免不恰当的姿势，以促进伤口早日愈合。新加坡人权律师拉維（M Ravi）在探访袁叶明（Ye Ming Yuen 译音）时曾描述袁叶明被打24鞭后的状况：“他的屁股上到处都是鞭痕和深深的裂伤，令人震惊。我的女助手和我一起探访，她看到后几乎晕倒。他的伤口非常深，不仅仍在流血，还有多层皮肤和肌肉露出。他们没有给他包扎伤口，只给了他一块毛巾盖住他的屁股。他不能长时间坐下，所以一直站着。”
根据许多报告的描述，伤口愈合后会留下永久性疤痕。

### 著名受刑人

#### 外国人
- 1981年，三名新西兰军人因为在新加坡军营内贩卖大麻而各自被判处3年监禁和鞭打3下。他们在1982年向新加坡总统蒂凡那求情，但遭到拒绝。[61]
- 1993年，美国青年麦可·彼得·费尔（Michael Peter Fay）在新加坡破坏公物，当地法院判处他罚款3,500新币、4个月监禁和鞭打6下。此事件在许多国家的主要媒体上报道了一段时间，新加坡的鞭刑也成为全球焦点。该事件也引发了新加坡与美国之间的外交争端。最终，新加坡总统王鼎昌将费尔的刑罚减轻为鞭打4下。1994年5月5日，费尔在女皇镇监狱受刑。
- 1993年，香港青年苏奇河（Andy Shiu Chi Ho 译音）涉及到麦可·费尔受鞭刑案，因破坏公物被判8个月监禁和鞭打12下，但最终改判为6个月监禁和鞭打6下。[62]
- 1997年11月，新西兰退伍军人大卫·威廉·培登（David William Peden）因签证过期非法滞留和吸食毒品，被判1年监禁和鞭打3下。他在1997年12月12日受到鞭刑，并在一天后得到新西兰大使馆官员的探望。[63][64]
- 2010年5月17日凌晨，瑞士籍男子奧利弗·弗里克（Oliver Fricker）割破铁丝围栏闯入SMRT地铁的樟宜车站，在一列地铁车厢上进行涂鸦。被捕后，弗里克于2010年6月25日被判5个月监禁和鞭打3下。[65]
- 2010年9月，台湾人苏伟英（Su Wei Ying）和吴伟春（Wu Wei Chun）在新加坡从事暴力讨债活动，分别被判处24个月和21个月监禁，并各自受到鞭打15下。2011年1月，另一名台湾人陈慈帆（Chen Ci Fan）因犯下类似罪行，被判处46个月监监禁和鞭打6下。[66]
- 2014年11月，超过20名来自南亚国家的外籍劳工因参与2013年新加坡小印度骚乱被判处监禁，其中三名印度籍男子分别被判处25、33和30个月的监禁，并分别受到鞭打3下。[67]
- 2014年11月，两个德国人安德烈亚斯·冯克诺雷（Andreas von Knorre）和埃尔顿·欣茨（Elton Hinz）擅自进入地铁车站，并在一列地铁车厢内进行涂鸦。2015年3月5日，他们罪名成立后各自被判9个月监禁和鞭打3下。[68]
- 2015年3月20日，马来西亚籍工程师叶荣华（Yap Weng Wah）因在2009年至2012年之间性侵30名男生，被判30年监禁和鞭打24下。[69]
- 2007年，马来西亚籍男子杨伟光（Yong Vui Kong）因涉嫌走私海洛因而被捕，最初被判处死刑，罪名成立为非法走私毒品。然而，随着新加坡法律的改变，杨伟光于2013年被改判为终身监禁和15下鞭刑。他的辩护律师拉维（M Ravi）向上诉法院提出上诉，声称鞭刑不仅违反了新加坡宪法，而且带有歧视性。[70] 2015年，上诉法院的三名法官（包括首席法官桑德莱什·麦农）裁定鞭刑并不违反宪法，并驳回了杨伟光的上诉。[71]
- 2017年2月3日，沙特阿拉伯外交官班德尔（Bander Yahya A. Alzahrani）因性骚扰旅店实习生而被判处26个月零1周的监禁以及鞭打4下。他随后提出上诉，并交付了2万新元的保释金，因此在此期间被临时释放。[72] 2017年7月21日，高等法院驳回他的上诉。[73]
- 2017年，三名英国籍越南裔男子被指控在新加坡性侵一名马来西亚籍女子。最初他们被控强奸，但在进行了为期四天的审判后，他们在8月15日承认了罪行，并以严重非礼的较轻罪名认罪。Khong Tam Thanh被判6年监禁和鞭打8下，Vu Thai Son被判6年6个月监禁以及鞭打8下，Michael Le被判监禁5年6个月监禁和鞭打5下。[74]
- 2017年12月6日，澳大利亚赛马公司的总经理华德·詹姆斯·伯里奇（Wade James Burridge）因2015年在新加坡对两名女子进行非礼行为被判处11个月监禁和鞭打3下。随后，他向法院提出上诉，并交付了4万新元的保释金，因此在此期间被临时释放。[75]
- 2018年1月，英国籍华裔唱片骑师袁叶明（Ye Ming Yuen 译音）因贩毒罪名成立，被判20年监禁和24下鞭刑。记者未经新加坡监狱局批准，对袁叶明进行了采访，并在英国报刊《每日邮报》上发表了相关报道，引起了英国媒体的关注。2019年1月，英国外交大臣杰里米·亨特在访问新加坡期间提及袁叶明的案件，并表示英国政府反对任何形式的鞭刑。[76] 袁叶明最终上诉失败，在2020年8月19日受24下鞭刑。[77] 他的代表律师拉维（M Ravi）正在考虑根据国际人权法起诉新加坡政府。[48]
- 2018年5月，挪威人Gregersen Tommy因为于2017年8月在克拉码头一家夜店外非礼一个醉酒女郎，被判1年监禁和鞭打3下。[78]
- 2021年3月5日，英国籍阅读教师理查·克里斯托弗·蒙克斯（Richard Christopher Monks）因在2018年对一名三岁女学生进行非礼行为，被判处18个月监禁和3下鞭刑。法官指出被告的非礼行为极其恶劣，认为必须判处鞭刑以起到威慑作用。[79]
- 2024年7月1日，39岁日本籍发型师北一光（Kita Ikko）在2019年在一间酒吧认识一名20岁女大学生，趁对方饮醉时多次强奸和性侵犯她，甚至拍下犯案过程，并将相关影片传送给朋友。北一光最终被判17年6个月监禁和20下鞭刑。[80]

#### 新加坡人
- 1987年11月31日，新加坡籍男子Qwek Kee Chong被控四项持武器抢劫罪名，罪名成立后被判10年监禁和鞭打48下（每项罪名鞭打12下。）1988年4月8日，他一次过被鞭打48下，随后被送入樟宜监狱医院接受治疗。1991年3月1日，他起诉政府并索赔偿。[81] 政府承认监狱管理方面出了差错，因为根据法律犯人是不能在同一时间被鞭打多过24下的，所以给了他一些赔偿款。Qwek的三个同伙也同样被鞭打多过24下：Chia Teck Kiam被鞭打48下、Kwek Hak Seng和Lou Chou Fei各自被鞭打36下。他们当时不知道是不合法的，知道后在2007年也纷纷向政府索赔偿款。[82]
- 2007年2月28日，新加坡籍男子陈永文（Dickson Tan Yong Wen）因协助非法贷款者骚扰债务人，被判9个月监禁和鞭打5下。3月29日，监狱管理方面出了差错，陈永文被鞭打8下。[83] 陈永文向政府索3百万新元的赔偿，先是被拒绝了，但最终还是得到了一些赔偿款。[84]
- 2007年9月2日，新加坡服役军人张铭（Dave Teo Ming）在值勤时携带一把SAR 21突击步枪和8颗子弹溜出军营，声称要射杀已经变心的女友。20小时后，张铭在乌节路一带被警方逮捕。2008年7月，张铭的非法拥有武器罪名成立，被判9年2个月监禁和鞭打18下。[85]
- 2013年8月，新加坡籍男子Mohamad Khalid Mohamad Yusop因在新加坡战亡纪念碑涂鸦，破坏公物罪名成立，被判有3个月监禁和鞭打3下。[86]
- 2015年，曾是青年奥林匹克骑自行车项目参赛选手的Alvin Phoon Hui Zhi因运输和吸食毒品被判5年监禁和鞭打5下。[87]
- 2023年，一家非法公司的董事吴宗利因用空壳公司引进3名员工并且不给工资，雇佣法案第13条规定罪名成立，被判50个月监禁以及鞭打5下。他也是首名因不给工资而被判鞭刑者。[88]

### 汶莱、马来西亚和新加坡鞭刑的比较
|              | 汶莱鞭刑 | 马来西亚鞭刑 | 新加坡鞭刑 |
| ------------ | --- | --- | --- |
| 伊斯兰法鞭刑 | 实行 | 实行 | 不实行 |
| 未成年犯     | 地方法院有权力对16岁以下的男犯判处鞭刑。未成年犯穿着衣服，以“学校体罚方式”受鞭刑。                               | 地方法院有权力对16岁以下的男犯判处鞭刑。未成年犯穿着衣服，以“学校体罚方式”受鞭刑。                                               | 只有最高法院有权力对16岁以下的男犯判处鞭刑。                                                                     |
| 年龄上限     | 50岁以上的男性犯人不会被判处鞭刑。                                                                               | 50岁以上的男性犯人不会被判处鞭刑，但性侵犯例外。2008年4月，一名56岁男子犯强奸罪，被判57年监禁和鞭打12下。                        | 50岁以上的男性犯人不会被判处鞭刑。                                                                               |
| 鞭数上限     | 24鞭（成年犯），18鞭（未成年犯）                                                                                 | 24鞭（成年犯），10鞭（未成年犯）                                                                                                 | 24鞭（成年犯），10鞭（未成年犯）                                                                                 |
| 用词         | 法典和媒体报道都用“whipping”一词来指鞭刑。                                                                       | 正确的词汇是“whipping”，“caning”是非正式用语，但是媒体报导经常用“strokes of the cane”或“strokes of the rotan”来指鞭刑。          | 法典和媒体报道都用“caning”一词来指鞭刑。                                                                         |
| 刑鞭粗度     | 长度1.2米（3.9英尺），粗度1.27 cm（0.5英寸）                                                                     | 长度1.09米（3.6英尺），粗度1.25 cm（0.49英寸）                                                                                   | 长度1.2米（3.9英尺），粗度1.27 cm（0.5英寸）                                                                     |
| 刑鞭         | 使用的刑鞭是相同的。                                                                                             | 粗鞭是用来鞭打犯重罪的犯人，细鞭是用来鞭打犯轻罪及未成年的犯人。                                                                 | 使用的刑鞭是相同的。                                                                                             |
| 行刑方式     | 犯人弯腰俯身趴在刑架上，双脚在一起，以弯腰将近90度的姿势受刑，腰部之间绑上一个垫枕或软垫，以防伤了肾脏和脊椎骨。 | 犯人的前下半身趴在刑架上的靠垫，双手被捆绑在刑架上面，以双腿伸展的姿势受刑，身上套着一种特制的“框子”遮盖腰部和大腿，只露出屁股。 | 犯人弯腰俯身趴在刑架上，双脚在一起，以弯腰将近90度的姿势受刑，腰部之间绑上一个垫枕或软垫，以防伤了肾脏和脊椎骨。 |

## 监狱鞭刑
在监狱里的男性囚犯倘若在服刑期间犯下严重罪行，即使之前没被法院判处鞭刑，也可被处以鞭刑，执行方式与司法鞭刑相同。
根据新加坡《监狱法》第71项，监狱总监有权力对犯下严重罪行的男性囚犯进行鞭刑，每次最多可以鞭打12下。 严重罪行包括参与叛变、企图逃脱、殴打监狱工作人员或其他囚犯、参与帮派活动、破坏监狱所属财物等罪行。 发生事故后，监狱署官员会进行调查并收集相关证据。被告囚犯在监狱总监面前受审判，有机会听取指控并提出辩护词。 此外，每个案件还将由监狱署总监和内政部委任的外部评审团进行复审，以确保囚犯经过正当法律程序被定罪。外部评审团的成员都是有声望的公民，其中至少一名成员受过法律培训。 如果案情太严重，监狱署可把案件交给太平绅士审理并判决。
根据2021年8月内政部的透露，2011年至2020年期间，共有2,149名囚犯因在监狱内犯下严重罪行被判处鞭刑，共施予2,875次鞭刑，其中中位数为3下鞭刑。最常见的严重罪行是殴打监狱工作人员或其他囚犯。

## 军中鞭刑
根据《新加坡武装部队（SAF）法》，严重犯军规的男性军人可被判处鞭刑。严重犯军规行为包括不服从合法命令、擅离职守、逃亡、在军中闹事、蓄意破坏军中所属财物、蓄意使自己生病等行为。军人每次违规最多可被判12下鞭刑（未成年军人最多10下），总数不超过24下。 只有军事法院或SAF拘留所（SAF Detention Barracks）的最高长官有权力判处鞭刑，并且必须获得新加坡军事委员会的批准后方可执行。 军法规定只有16岁以上的军人才可被处以鞭刑，但新加坡男性一般上都是在18岁至25岁之间服强制性兵役。 受鞭刑的军人通常是在服役期间违反军规、被判入SAF拘留所的年轻士兵。
与司法鞭刑相比，军中鞭刑要轻微得多，对肉体的伤害较小，也不会留下永久性疤痕。军中鞭刑由宪兵部队在SAF拘留所室内执行，所使用的藤鞭的粗度不超过6.35（0.250英寸）。在实施鞭刑前，医生必须先检查军人的身体，确保他的身体状况适合受鞭刑。 受鞭刑的军人和在监狱里受鞭刑的囚犯一样以弯腰将近90度的姿势被捆绑在木架上，同样是被打屁股，但不是光着身子的，而是穿着防护布料，以避免皮肤损伤。
新加坡政府并未透露有关服役军人受鞭刑的具体统计数据，但研究指出军中鞭刑的案例非常罕见。

## 少年感化院体罚
体罚在新加坡的少年感化院是一种合法的惩罚方式。16岁以下涉嫌犯罪的男女少年在警方调查案件期间可被拘留在少年感化院。一旦定罪，法院可判处他们入感化院长达三年。年龄介于11岁至18岁之间的「问题少年」和未成年犯住在由社会及家庭发展部管辖的新加坡少男辅育所（Singapore Boys Home）或新加坡少女辅育所（Singapore Girls Home）。这些少年大多数因为犯了偷窃、抢劫、参与骚乱等罪行而被判入感化院。 此外，如果他们的父母向法院申请「不受父母管教」监管令，他们也可被临时判入感化院。
少年感化院的总监有权力对严重违规行为的男性少年实施体罚，但只能在迫不得已的情况下才使用。在执行体罚前，他们必须详细记录少年的错误行为和相关证据，并清楚解释为何做出体罚决定。患有精神疾患或身体残疾的少年不受体罚。 体罚在少年感化院是私下进行的，只针对男性少年实施。只有感化院的总监或经过总监明确授权的员工有权力执行体罚，并且在执行过程中必须有至少另一名员工在场见证。体罚使用的工具是藤条，必须经过社会福利署署长的批准才能使用。根据官方条例，感化院一次最多只能打10下，而且只能打屁股（隔着衣物）或手掌心，不能打其它身体部位。
住在新加坡少男辅育所的少男通常因为犯了严重过错（打架、欺凌、企图逃脱等等）而被体罚，一般上都是打屁股。少年感化院体罚的程度比学校体罚的更为严重，年龄在16岁以上的少年有时因犯了严重过错而一次被打10下。一份2014年的报告说，在新加坡少男辅育所向其他人“动手”的少男会当场被处罚。 据2006年《海峡时报》报道，新加坡少男辅育所每个月平均有两起欺凌事件。一个受访的少男说他住在新加坡少男辅育所的三年内一共被打60下。 另一个受访者说，他18岁时因为企图逃脱而被打10下，两周后屁股完全复原了才能正常地坐下。
在2011年之前，住在新加坡少女辅育所的少女如果犯下严重错误，可被打手掌心或被单独关押在无窗户的「暗室」中。 政府于2011年修法，禁止少年感化院对女性实施任何形式的体罚。
除了国营少年感化院，新加坡还有其它由志愿福利组织管理的少年院舍，例如蒙特福特修士会开办的少男镇（Boys Town）。 这些少年院舍和国营少年感化院一样有权力对严重行为不当的男性少年执行体罚，唯一的区别就是必须先获得管理委员会的批准后才可执行体罚。

## 学校体罚

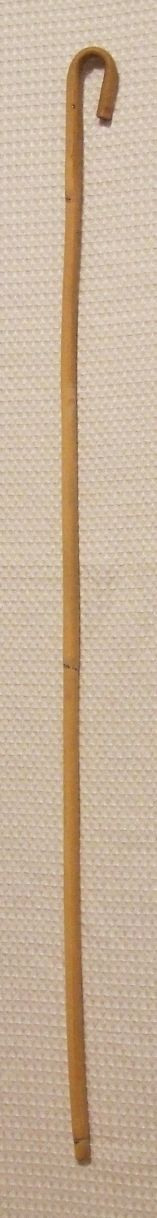
新加坡学校体罚用的工具是藤条

新加坡教育部准许全国中小学以及初级学院和高级中学采用体罚处理有严重不当行为或反复不当行为的学生。根据《教育（学校）条例》第88项，体罚只适用于男生，对女生实施任何形式的体罚是违法的。 由于学校不能对女生实施体罚，严重违反校规的女生可能会被罚留堂、做社区服务或强制休学。
所有学校往往都会首先采用其它方法来纠正学生的不当行为，比如写检讨书、罚留堂或者强制休学，只有在万不得已的情况下才会使用体罚，把体罚当作“最终极处理方案”。 一些学校采用记分制度，每当学生犯错就会被计分，如果连续犯错，积累的分数达到规定数量，学生将受到体罚。学校对学生进行体罚后会让他们接受心理辅导，帮助他们反思错误，以避免再次犯错。 有少数的学校，比如正华中学，已经完全废除体罚，采用"修补方案"，让学生自我反省并接受辅导，修复和改善他们引起的事端。
可被体罚的学生的年龄介于6岁至19岁，但大多数受体罚的学生年龄在14岁至16岁之间（中二至中四）。 截至2018年，全国13%的小学和53%的中学（不包括女校）在学生手册或学校网站上明确规定体罚是一种学校惩戒方式，仅用于惩罚有严重不当行为的男生。 严重不当行为包括破坏公物、纵火、欺凌、勒索、殴打同学或老师、在校内或校外打架、对老师无礼或进行言语攻击、偷窃、非礼、性骚扰、涉及流氓行为、吸烟、赌博、逃学或旷课、在测验或考试时作弊等等。
在每所学校，只有校长或者经过校长明确授权的员工、比如副校长、训育主任、学生管理主任或者运营经理，才有权力执行体罚。在进行体罚之前，学校必须通知学生家长或监护人，并详细说明学生犯下的错误以及决定处罚他的原因。虽然学校不必征得家长或监护人的同意后才能进行体罚，许多学校会主动和他们沟通，以建立双方之间的信任，并在获得他们的同意后才对学生执行体罚。如果家长或监护人表示反对，学校不会对学生进行体罚，但家长或监护人必须提出合理的处罚意见。
《教育（学校）条例》第88项规定学校只能使用"轻型藤条"进行体罚，但没有具体规定藤条的尺寸，因此藤条的长度和粗细可能不一致。此外，《教育（学校）条例》第88项还规定学校每次最多只能打三下，而且只能打屁股（隔着衣物）或手掌心，不能打其它身体部位。 2017年之前，体罚次数的上限是六下，但实际上打超过三下的情况非常罕见。 打手掌心虽然合法，但所有使用体罚的学校通常都选择打屁股，因为打屁股对身体的伤害较低，而且不会影响学生的手写能力。历史悠久的圣公会男校圣安德烈中学曾在学生手册里说学生如果犯大过（3或4记分）就打手掌心，犯严重过错（5记分或以上）就打屁股。
学校体罚可以分为以下几种类型：
- 私下体罚（最常见）：学生在学校办公室内接受体罚。除了校长或副校长，还有至少一名学校员工在场作见证，通常是学生的老师。有些学校甚至会邀请学生的家长或监护人到场观看。
- 课室体罚：学生在课室里在老师和全班同学面前被体罚。
- 公开体罚：学生在全校师生或所有同年级学生面前被体罚，地点通常是礼堂台上或操场上。被公开体罚的学生通常是因为犯了严重的错误，例如吸烟、在校内或校外打架、伤人、破坏公物、纵火、勒索、偷窃等。公开体罚的目的是为了起到警示作用，让全校师生了解不遵守校规的后果，并让受罚的学生感到羞耻，以期改过自新。

新加坡的学校体罚和前世纪英格兰学校的非常相似，具有庄严和仪式性。学生先取出裤袋里的物品，双手放在桌面或椅子上，向前俯身弯腰，双腿站稳并伸直，屁股撅起，在受罚时必须保持这个姿势，不可转身或回头，以防止意外伤及腰部或其它身体部位。为了确保学生的安全，一些学校会在学生的裤腰间塞入硬物（书本、文件夹、报纸、皮带、纸片、毛巾等），同时查看他裤子里没藏东西、没多穿几层内裤，裤子太宽松就往上拉紧，在每打一下之前，都会反复确认安全了才动手。
为了增加体罚的仪式感，被当众体罚的学生须要向观众道歉并表达悔过之意。当学生面向观众时，观众能够看到他在受罚时的表情，这可能会使他感到更加羞愧。 在一些学校，尤其是历史悠久的传统男校，学生在受罚时穿着体育服装，因为体育短裤的布料相对较薄，打屁股时会感到更加疼痛，而且体育短裤相对难以藏匿物品。有观点认为新加坡是个热带国家，学校制服的裤子本来就相对较薄，穿着体育短裤与校服裤子在疼痛感上可能没有太大差别。学生穿着体育短裤受罚的做法可能是为了增加体罚的仪式感，并延续源自英格兰学校的体罚传统。
大多数学生在接受体罚时都会努力忍受疼痛，不发出任何声音，装作毫不在意的样子，以保持自尊心。有些学生可能会低声呻吟、急促呼吸或流泪，少数学生可能会哭得很大声，站起来揉擦屁股。如果是打两下或三下，一些学校会耐心等待学生喘息、平静下来并调整好姿势后再继续进行体罚。 据受过体罚的学生所说，当藤条打在屁股上的时候，他们会感受到中度到严重的疼痛，然后在接下来的几个小时内逐渐转为一般的疼痛和酸痛。坐下时会感到不舒服，屁股上可能会留下轻微、浅表的瘀伤和鞭痕，但这些伤痕通常会在几天到一周内痊愈。
学校体罚在新加坡是很普遍的，因此本地媒体一般上都不会报导，只有非常特殊的事件才会受到媒体关注。

### 著名案件
- 1987年2月，英华初级学院七个男生因为在学校演讲厅偷了音响设备，各自被鞭打1下、2下或3下。[125]
- 1999年4月，先驱中学六个男生因为殴打同学，各自被当众鞭打2下。其中一个16岁男生的家长十分不满，因为他们坚信儿子没有犯错，而且认为学校并没有彻底地查清事情的真相。教育部经过审查后，认为先驱中学的确有按照程序处理此事，家长最终决定不追究此事。[126]
- 2001年9月，励进中学41个男生因为无故缺考，各自在学校办公室里被鞭打2下，同样无故缺考的17个女生被罚做社区服务。这起事件引起了社会舆论，有82人写信到《海峡时报》发表意见，其中66人支持校方的做法，16人反对。[127][128]
- 2002年，蒙福中学三个男生因为在升旗礼时屡次表现不敬，被当众鞭打。据校长说，他已经在之前慎重地警告了那三个男生，可是他们听不进。[129]
- 2002年9月，碧苑中学（如今与培雅中学合并）一个17岁男生因为在东海岸公园参加学校活动时殴打一个50岁老师，被当众鞭打2下。由于学校向警方报案，这个男生于2003年6月被起诉罚款新币1,000元。[130][131]
- 2004年4月，南侨中学校长黄利发在教训一个屡次犯校规的14岁女生时，一气之下用一本平装书打她的脸部，违反了不可对女生执行任何体罚的教育部规则，决定自行辞职。许多学生、家长和校友写信到管理南侨中学的新加坡福建会馆，要求恢复黄利发的校长职位，可是黄利发坚决辞职。[132]
- 2004年，裕廊一所小学的两个小三男生各自被当众鞭打2下，还有一个七岁小一男生也被当众鞭打1下。据校长说，这三个男生所犯的过错相等于成年人破坏公物或高楼抛物，而且他们的家长都同意他们被当众鞭打。这起事件引起了社会舆论，有些家长认为那个小一男生年纪还小，校方不应该在其他学生面前处罚他。[133]
- 2005年，莱佛士书院[134]一个男生因为在学校网上论坛对老师发表攻击性帖子，被当众鞭打。[135]
- 2006年，实乞纳中学（如今的美廉中学）一个17岁男生在一场足球赛殴打维多利亚中学一个16岁男生，导致对方下颌骨骨折，结果被当众鞭打2下，禁止参加足球赛。[136]
- 2006年1月，巴西立中学一个男生被当众鞭打。有些家长听说后觉得学校举措不当，因为当众鞭打不但伤害学生的自尊心，而且其他学生见了会很害怕并受到心理困扰。[137]
- 2008年1月，圣安德烈中学[134]两个14岁男生企图用手机偷拍一名女教师的裙底照片，该名女教师报警，两个男生被当众鞭打。据媒体报导，前一年圣安德烈中学也发生一起相同的事件，两个男生因为偷拍另一名女教师的裙底照片，被当众鞭打。[138]
- 2009年4月，英华中学 (巴克路)[134]三个中三男生因为欺负一个中一男生，被当众鞭打。[139]
- 2009年10月，三巴旺一所小学在年底考试几天前分别当众鞭打两个小五男生。有些家长认为校方举措不当，因为其他学生见到同学被鞭打后很害怕，受到了心理困扰，考试时的表现可能会受影响。[140]
- 2011年5月，圣安德烈中学一个15岁男生和一个14岁男生在Facebook网页上起了争执，互相挑衅对方在学校打架，引起了公众注意，结果各自在校长办公室被鞭打1下。[141]
- 2016年10月，英华中学 (巴克路)[134]有30个介于中一至中三的男生被发现用手机偷拍六名女教师的裙底照片和视频并互相分享。其中一个男生被开除，七个偷拍的男生各自被当众鞭打2下，九个接收相关照片和视频的男生在校长办公室被鞭打，其余的男生有些被鞭打、罚留堂，或者在假期时回校接受辅导。[142]
- 2017年，励众小学一个11岁男生因为屡次违反校纪，被副校长在办公室鞭打1下，回家后家长发现打屁股时打偏了，打在大腿上，大腿处鞭痕红肿淤青，男生痛了一周无法坐。校方表示学生被处罚后接受辅导，回到学校继续学习。[143]
- 2019年9月，圣加俾尔小学一个12岁小六男生因为和同学起冲突，被训导主任私下用藤条抽打手臂和腿部，校方也没通知学生家长。家长发现儿子身上的红肿鞭痕后立刻报警。由于校方没有按照教育部规则处罚学生，警方以蓄意伤人案对此事展开调查。[144]《今日报》访问了一些律师，了解家长是否能在类似事件中报警或提告。受访的律师说，如果学校处罚学生的程序不符合教育法令下的体罚条规，家长就可以提出起诉。如果学校的程序符合条规，案件就不成立。如果家长报警，警方会先调查是否涉及刑事犯罪，再向检察署提出建议。刑事和民事案件也可能同时发生，家长也可以提起诉讼以要求赔偿。[120]
- 2021年4月，一个自称是NSS（可能是思源中学或德景中学）的中二男生因为吸电子烟和旷课，被鞭打3下。他在网上发帖说他屁股有鞭痕，疼得不能坐下，其中一鞭还打中了大腿。他后来听朋友说学校鞭打他的方式不对，所以想问网友是否是真的。许多网友回复说他活该，因为在新加坡吸电子烟是犯法的，而且他所受到的处罚算是很轻了。[145]
- 2024年11月，新加坡体育学校有两组男生分别制作和在群组里传播女同学的深度伪造裸照，受害者发现后报警，学校也对部分涉事学生采取纪律处分，包括鞭打、禁止他们外出出赛、停学和暂停训练、住宿等。[146]

## 家庭体罚

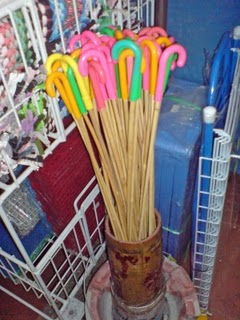
新加坡杂货店里售卖的藤条

在新加坡的许多家庭中，家长会对子女使用体罚，其中的原因包括考试或测验成绩不理想、对父母长辈无礼、不听话、作业没完成、撒谎、逃避惩罚、偷东西等等。
家长最常用的体罚工具是藤条，非常细小，大约65厘米长，很多组屋区杂货店都有售卖，一根大约5毛钱。店主透露最佳的售卖时期是在学校考试前，因为家长在这时期用得着藤条，而且藤条用多了也很容易折断，须要买新的。 除了藤条以外，有些家长会用鸡毛掸子、竹条、戒尺或衣架打子女，又或者只用手打孩子。 孩子通常是被打屁股或手掌心，但有时候打屁股时因为打偏了，打中大腿或小腿，增加了疼痛。 一般上，孩子被打了一顿后，被打的身体部位会留下淤青红肿的伤痕，几天后就痊愈。
家庭体罚虽然在新加坡是合法的，但政府并不支持家长使用体罚方式管教子女。根据新加坡《儿童和青少年法》，虐待儿童定义为对其造成不必要的身体疼痛、痛苦或伤害，以及任何情感伤害或对儿童的健康或发育造成伤害。负责照顾或监护被虐待儿童的人可被判罚款高达8000新币，或长达8年监禁，或两者兼施。 2020年12月，受亚洲新闻台采访的律师说家庭体罚是否在法律上构成虐待儿童罪，要考虑一些重要因素，其中包括儿童的年龄、体罚与儿童所犯过错的比例、以及对儿童使用体罚的频率。当家庭体罚对儿童造成严重身体伤害或心理创伤时，新加坡社会及家庭发展部的儿童保护组织会进行调查并干预。
2009年1月，《海峡时报》对100名家长进行调查，当中有57名赞同家庭体罚，而且还透露自己曾以体罚方式处罚子女。 2019年，YouGov进行的一项新研究发现新加坡将近80%的父母在家里对子女执行体罚。

## 公众意见

### 司法鞭刑
新加坡司法鞭刑的主要目的是使犯人感到羞耻和震慑犯罪。1966年，新加坡首任总理李光耀在国会上提出把破坏公物定为强制性适用鞭刑的罪行时说：“…如果犯人知道他会被鞭打3下，他会失去很大的激情，因为挨鞭不但是很不光彩的事，而且还带有耻辱感。” 2004年，李光耀在接受中国中央电视台采访时曾解释为何新加坡应该继续保留鞭刑，提到1994年麦可·费尔事件时说：“每个国家都有自己须要应付的犯罪问题。就算你把犯人关进监牢，他也不会改变，因为他知道只要他守规矩，他就有足够的食物吃，充足的时间运动、呼吸新鲜空气、晒晒太阳等等。如果你使用鞭刑，他会在犯罪前好好地考虑，因为他知道他会被打屁股，痛得他至少一周不能舒服地坐下。"
虽然有观点认为鞭刑是新加坡执政党人民行动党推广施行的刑罚，可是反对党并不反对鞭刑，因为他们也认为鞭刑对震慑犯罪有很大的作用。 2006年大选时，新加坡民主联盟候选人黄泗荣（Raymond Ng）曾说：“鞭刑能震慑罪犯…我不会改变成功的方略。” 工人党国会议员林瑞莲也曾于2007年在国会上说：“监禁、罚款和鞭刑的目的是什么？鞭刑虽然在全球饱受争议，但是如果我们必须解释为何我们对罪犯处以鞭刑，我们会说是因为他对受害者造成了很大的伤害，受鞭刑是罪有应得。鞭刑是一种很严重的刑罚，总是伴随着监禁，因为适用鞭刑的罪行往往都是很严重的，而且监狱署在管理方面比较容易执行鞭刑。”
鞭刑的严重性和羞耻性都受到很广泛的宣传，除了种种媒体报导以外，新加坡政府还通过教育来劝导国民遵守法律。监狱署有时会带被关在感化院的未成年犯和行为不当的学生到监狱参观，有时还用人体模型示范鞭刑。
新加坡的司法鞭刑受到很强烈的国际批评和反对，尤其是在1994年麦可·费尔事件之后。国际特赦组织形容鞭刑“残忍、不人道、有辱人格”。 有些人认为鞭刑违反了联合国禁止酷刑公约，但是新加坡不是此公约的签署国之一。 人权观察也反对鞭刑，说它是一种“在本质上很残酷的刑罚”。。
新加坡政府坚持对鞭刑的立场，说鞭刑不等于折磨，而且监狱署必须根据严格的标准，并在医疗监督下行刑。 有些新加坡国民支持鞭刑，曾有位新加坡国立大学教授表示：“新加坡民众多数支持鞭刑。…鞭刑的结果是在犯人的屁股上留下终身鞭痕，这正好达到教育的目的，永远提醒他再也不能犯罪。”有少数的新加坡人，包括异议人士乃尔（Gopalan Nair）、人权律师拉维（M Ravi）和企业家何光平完全或部分反对鞭刑。
一个曾经被判9下鞭刑的前囚犯受访时说，虽然第一次受鞭刑是非常痛苦和可怕的经历，但是罪犯一旦尝过了最可怕的刑罚，未必会因为害怕受鞭刑而不再重犯。他还说：“当他尝过了鞭刑的滋味，他就不会觉得鞭刑那么可怕了，因为他知道鞭刑是怎么一回事，知道差别只在鞭数而已。其实坐牢没我想象的那么糟，除了没有酒和女人以外，其它的还好。”
新加坡总统哈莉玛·雅各布于2022年12月18日在脸书上发表贴文，说最近有些儿童被男性家属或亲戚强奸的案件令她作呕和深感不安，其中有些被定罪的强奸犯因为年过50岁而逃过了鞭刑。她呼吁国人检讨“年满50岁强奸犯免受鞭刑”的法律，引起了争议。《联合早报》在2023年1月采访了一些法学教授和律师，请他们对鞭刑年龄上限是否应该调整发表看法，受访者有些不反对提高年龄上限，但认为须要考虑到犯人的健康状况是否良好，由医生确定罪犯能否承受鞭刑。武吉巴督区国会议员穆仁理曾在2022年9月在国会上质疑鞭刑年龄上限是否仍适用，因为50岁上限是在1900年制定的，以当时的英国男性预期寿命（47岁）为标准，可是如今新加坡男性预期寿命是80多岁。内政部兼律政部部长尚穆根当时回应说政府认为没必要提高年龄上限，因为在所有涉及可被判鞭刑的罪行的男子当中，年满50岁的人数明显少过年龄不到50岁的，而且法院也有权力延长年满50岁的犯人的监禁期以取代鞭刑。

### 学校体罚
批评者说新加坡既然是儿童权利公约的缔约国之一，就有义务“通过所有合适的法律、行政、社会和教育方式保护儿童，使其免受各种身体和精神上的伤害或虐待。”新加坡政府阐明立场说“明智的体罚方式对教育儿童有好处。”

## 相关作品

### 影视作品
- 《铁狱雷霆》（Behind Bars）：1991年新加坡华语电视剧，新加坡广播局与新加坡樟宜监狱合作拍摄。剧里面揭露了监狱内的各种设备及运作，其中两集有两个囚犯因为触犯监狱规矩而被处以鞭刑。

- 《决不去监狱》（Prison Me? No Way!）：新加坡全国罪案防范理事会在90年代花了40,300新币制作，在樟宜监狱和樟宜少年感化院实地拍摄的一部15分钟录像片，目的是要震慑犯罪的青少年。此片讲述两个年轻男性罪犯在监狱和少年感化院里的生活，其中一段情节是有关鞭刑的，但是是重演而并非真实的。全国罪案防范理事会于1998年10月通过教育部在140多所学校发行此录像片。[172][173]

- 《跑吧孩子》（Homerun）：2003年新加坡华语电影，梁智强导演。电影中的反派主角陈明顺两次被老师鞭打，因为他叫同学帮他抄写作业。

- 《美丽家庭》（Love is Beautiful）：2003年新加坡华语电视剧，新传媒8频道制作。剧中的黄乐善因强奸宋慧被判坐牢18年及鞭打12下，其中一段描述他回想起被鞭打时的情景。

- 《Guru Paarvai》：2004年新加坡泰米尔语电视剧，春天频道播出。剧中的四个男生因为在学校附近的便利店偷啤酒，被训导主任鞭打2下。

- 《三个好人》（One More Chance）：2005年新加坡华语电影，梁智强导演。它讲述三名犯人在监狱里的生活，以及他们出狱后面对社会歧视的种种经历。其中一名囚犯被判鞭刑6下。这部影片并没有详细地描述鞭刑。[174]

- 《小孩不笨2》（I Not Stupid Too）：2006年新加坡星霖电影制作的华语电影，梁智强导演。电影的主角杨学谦因为把色情光碟带到学校，继而殴打老师，被训导主任在礼堂台上当众鞭打3下。那一幕在长老会中学拍摄，拍得非常详细，但是杨学谦挨打时的表情和反应与真实的情况比较却有些夸张。[175]

- 《十三鞭》（The Homecoming）：2007年新传媒集团制作的华语电视剧，內容讲述四名好友年少闯祸，各被判监禁9个月和鞭刑3下。其中一名主角陈汉源被打4鞭，感到愤愤不平、无法释怀。多年后，他成为大律师，发现以前他被多打一鞭是因为三名好友出卖他，从此激起他们四人在友情、爱情间的恩怨。[176]

- 《我们等你》 （Don't Stop Believin'）：2012年新加坡华语电视剧，新传媒8频道制作。剧中的钟俊良被误会非礼女同学，被训导主任在礼堂台上当众鞭打3下。

- 《爸妈不在家》(Ilo Ilo)：2013年新加坡電影。主角家乐因为在学校把同学打成重伤，被训导主任在礼堂台上当众鞭打。

- 《狮城辣妈》(Lion Moms)：新加坡英语电视剧。在第一系列（2015年），Jeremy因为偷东西，在学校被校长当众鞭打。在第二系列（2017年），Chae Lian的女儿Hillary因为撒谎，被母亲当众用藤条抽打手掌心。

- 《Chandi Veeran》：2015年印度电影。在电影开头，主角Paari在新加坡监狱被鞭打3下。

- 《遇见贵人》（Take 2）：2017年新加坡华语电影，梁智强监制，讲述四个前囚犯出狱后的生活。他们在电影的开头被鞭打。

- 《藤条》（Rotan）：2017年新加坡国际电影节时播放的一部马来语短片，Hamzah Fansuri导演。短片讲述一所中学的训导主任的儿子（在同一所中学就读）触犯校规，父亲因为必须秉持原则，迫不得已鞭打儿子。[177]

- 《小孩不笨3》（I Not Stupid 3）：2024年新加坡华语电影，梁智强导演。电影的主角李俊伟（Jayden）因为在学校考试输给王梓豪几分，他一回到家就被母亲鞭打。

### 文学作品
- 《麦可·费尔受鞭刑案：一名新加坡人叙述内幕》（The Caning of Michael Fay: The Inside Story by a Singaporean）：ISBN 981-00-5747-4，1994年出版，新加坡作家兼神经外科医生Gopal Baratham编写的一本英文纪实书，从个人和社会方面探讨麦可·费尔一案，并详细描述新加坡鞭刑。[178]

- 《新加坡鞭刑：麦可·费尔案件》（The Flogging of Singapore: The Michael Fay Affair）：ISBN 981-204-530-9，1994年出版，Asad Latif编写的一部英文纪实书。此书讨论麦可·费尔一案会如何影响新加坡在国际政治社会中的地位。[179]